# 遠軽中継局
遠軽中継局（えんがるちゅうけいきょく）は、北海道紋別郡遠軽町弥生にあるテレビ・ラジオの中継局である。

## 概要
- 遠軽町は地理的な問題上、網走送信所・紋別中継局の電波が届かなかったり受信がしにくかったりする。これを改善すべくため設置された。
- また、コールサインはないものの、STVテレビが放送局としては「遠軽放送局」（中継局は通称）というが、施設はNHK・在札民放とも「遠軽テレビ中継放送所」である[要出典]。

## 地上デジタルテレビジョン放送送信設備

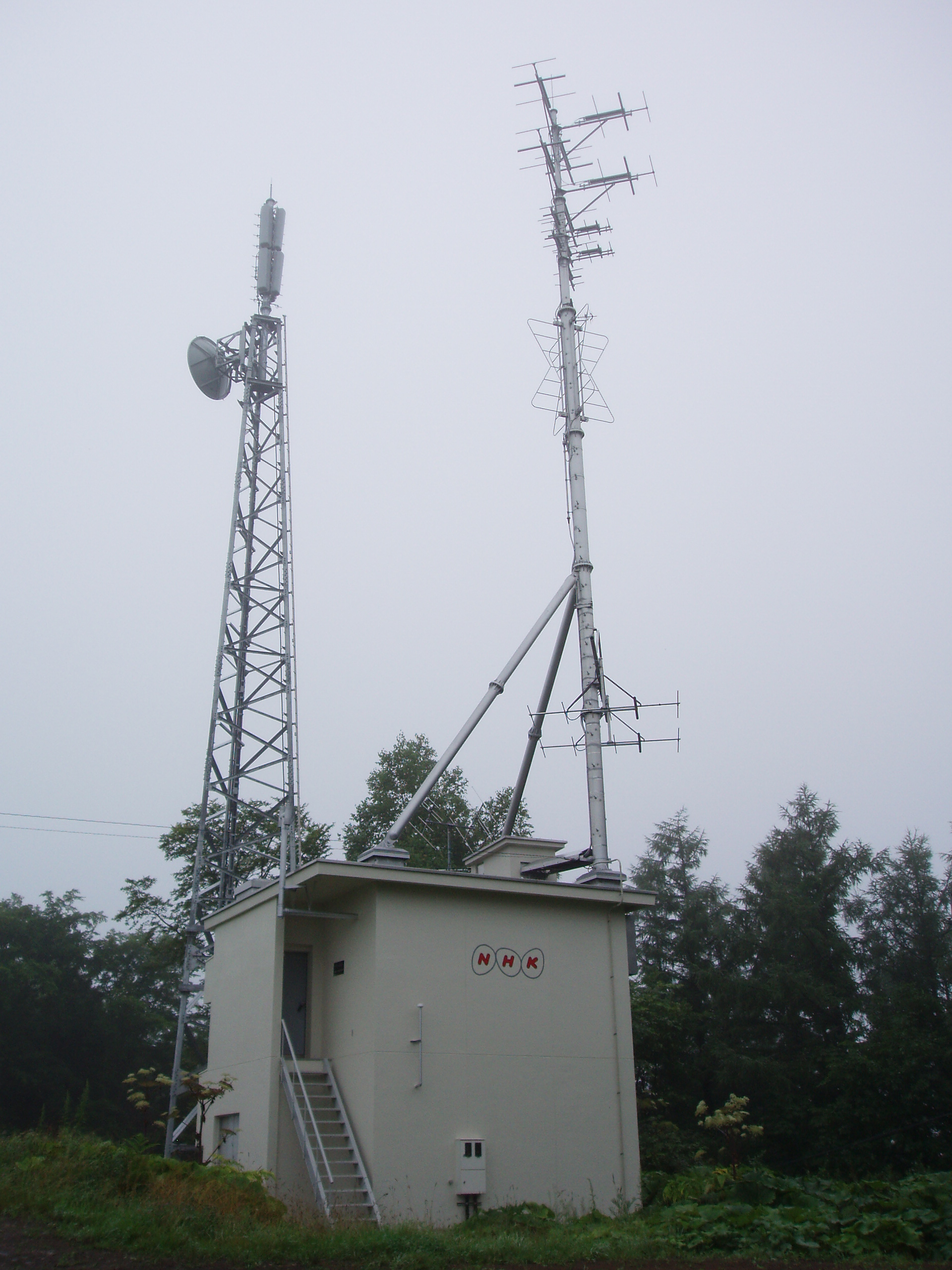
遠軽中継局
（NHK北見放送局）

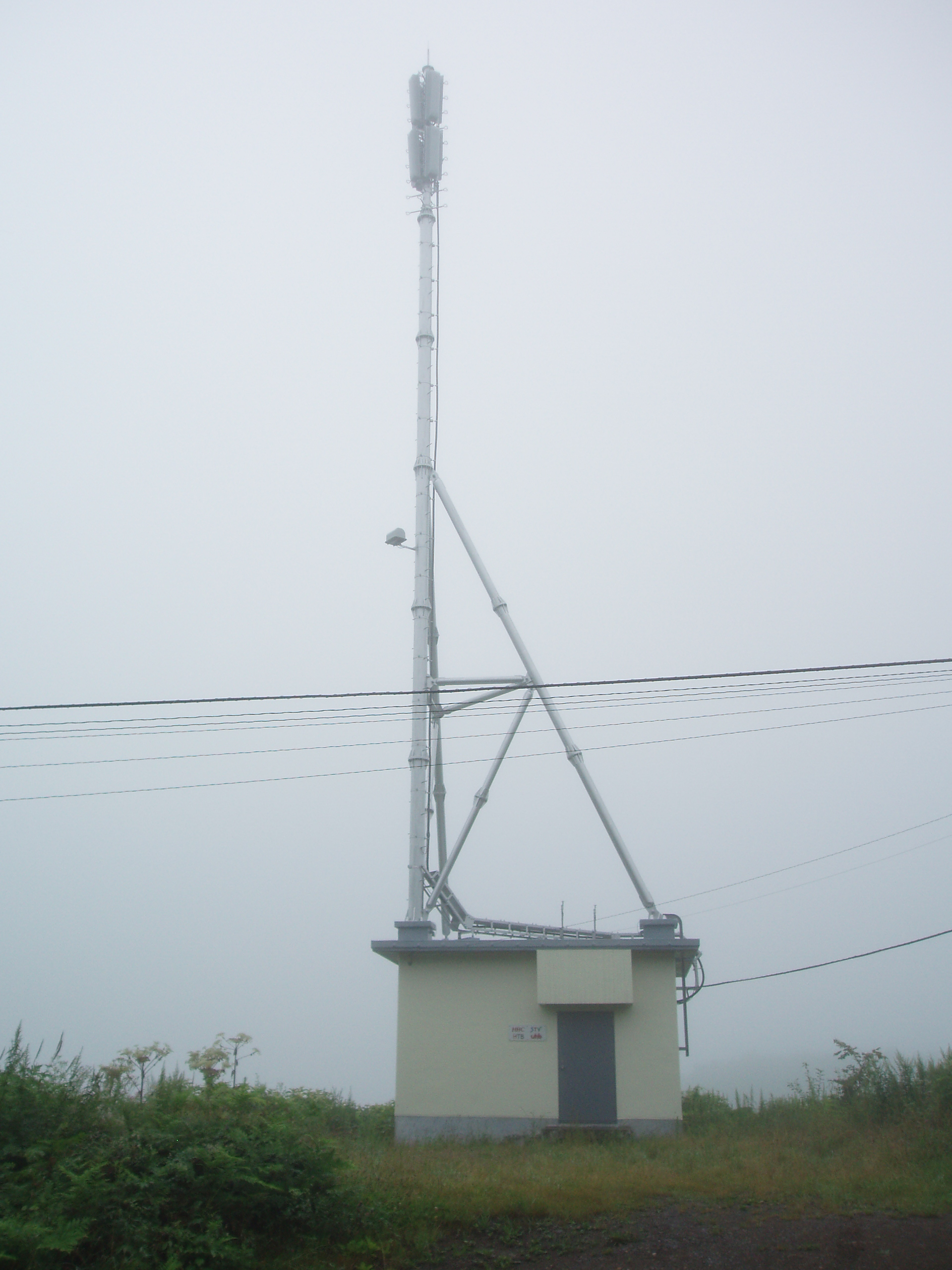
遠軽中継局（HBC・STV・
HTB・UHB、HTBとUHBは
アナログ放送を含む）

| リモコン キーID | 放送局名             | 物理 ch | 空中線電力 | ERP | 偏波面   | 放送対象地域 | 放送区域 内世帯数 | 開局日          |
| --------------- | -------------------- | ------- | ---------- | --- | -------- | ------------ | ----------------- | --------------- |
| 1               | HBC 北海道放送       | 32      | 10W        | 46W | 水平偏波 | 北海道       | 約8,900世帯       | 2009年 1月16日  |
| 2               | NHK 北見教育         | 23      | 10W        | 58W | 水平偏波 | 全国         | 約8,900世帯       | 2009年 1月16日  |
| 3               | NHK 北見総合         | 30      | 10W        | 58W | 水平偏波 | オホーツク圏 | 約8,900世帯       | 2009年 1月16日  |
| 5               | STV 札幌テレビ放送   | 29      | 10W        | 47W | 水平偏波 | 北海道       | 約8,900世帯       | 2009年 1月16日  |
| 6               | HTB 北海道テレビ放送 | 31      | 10W        | 47W | 水平偏波 | 北海道       | 約8,900世帯       | 2009年 1月16日  |
| 7               | TVh テレビ北海道     | 25      | 10W        | 48W | 水平偏波 | 北海道       | 約8,640世帯       | 2013年 11月27日 |
| 8               | UHB 北海道文化放送   | 33      | 10W        | 46W | 水平偏波 | 北海道       | 約8,900世帯       | 2009年 1月16日  |

- 2013年秋[2][3]に開局する予定のTVhを除いて、NHK北見放送局・在札民放ともに2009年1月16日に開局した。施設はNHK・在札民放ともに既存施設を改修しての継続使用となっており、NHK北見放送局が単独使用、在札民放はHTBとUHBが共同使用していたアナログ中継局に相乗りしての使用である。そのため、HTBとUHBは2011年7月24日まで、同じ施設でアナログ放送とのサイマル放送を行っていた。HBCとSTVは後述の通りアナログ放送では単独使用だったため、この施設ではデジタル放送のみのサービスとなっている。
- TVhは2013年11月27日に開局したが、どちらの施設を使用するかは未定。ただし、使用チャンネルは25chを使用する[1]。なお、遠軽町に隣接する紋別郡湧別町の一部地域では、当中継局の受信元である網走送信所の電波でもカバーされているため、TVhが視聴できる可能性がある。

## 地上アナログテレビジョン放送送信設備
| チャンネル      | 放送局名             | 空中線 電力       | ERP                | 偏波面       | 放送対象地域 | 放送区域 内世帯数 | 開局日          |
| --------------- | -------------------- | ----------------- | ------------------ | ------------ | ------------ | ----------------- | --------------- |
| 2               | NHK 北見総合         | 映像100W/ 音声25W | 映像155W/ 音声39W  | 水平偏波     | オホーツク圏 | 不明              | 1964年 12月1日  |
| 4               | HBC 北海道放送       | 映像100W/ 音声25W | 映像160W/ 音声40W  | 水平偏波     | 北海道       | 不明              | 1968年 10月29日 |
| 6               | STV 札幌テレビ放送   | 映像100W/ 音声25W | 映像155W/ 音声39W  | 水平偏波     | 北海道       | 不明              | 1965年 10月22日 |
| 10              | NHK 北見教育         | 映像100W/ 音声25W | 映像150W/ 音声37W  | 水平偏波     | 全国         | 不明              | 1964年 12月1日  |
| 38              | HTB 北海道テレビ放送 | 映像100W/ 音声25W | 映像580W/ 音声145W | 水平偏波     | 北海道       | 不明              | 不明            |
| 40              | UHB 北海道文化放送   | 映像100W/ 音声25W | 映像580W/ 音声145W | 水平偏波     | 北海道       | 不明              | 不明            |
| 42 （割当のみ） | TVh テレビ北海道     | （開局せず）      | （開局せず）       | （開局せず） | （開局せず） | （開局せず）      | （開局せず）    |

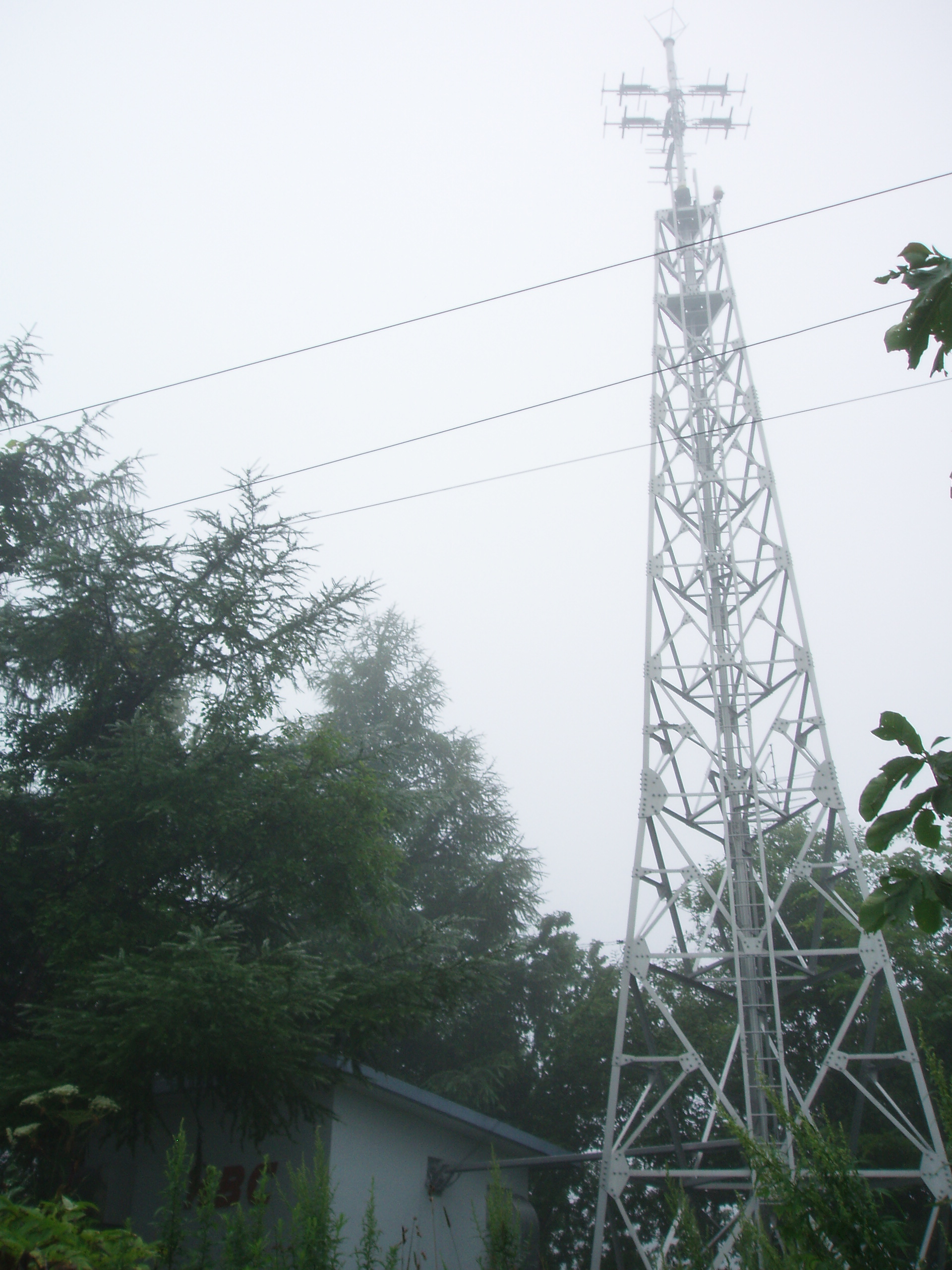
遠軽中継局（HBC）

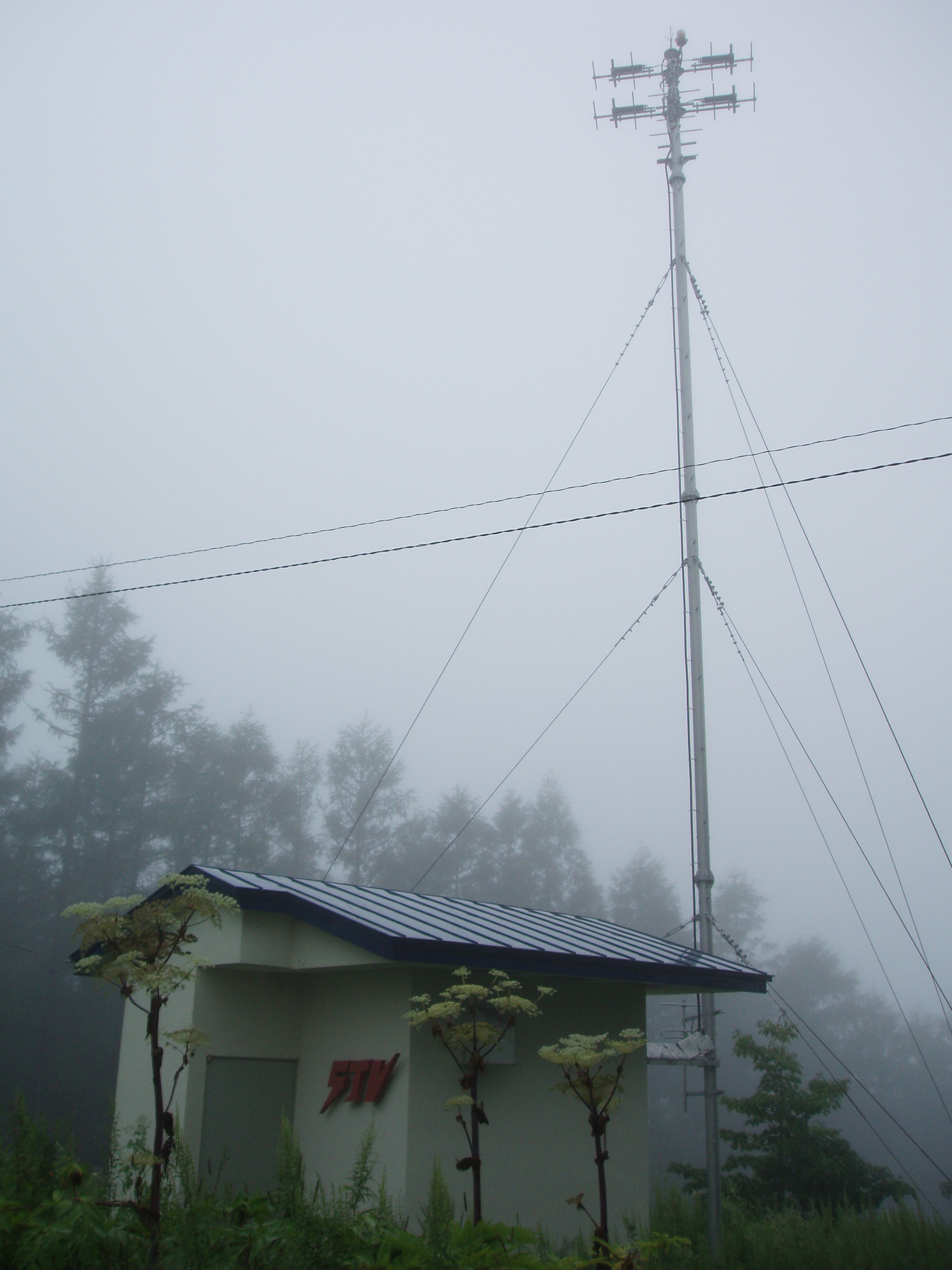
遠軽中継局（STV）

- 道内のNHK総合（アナログ放送）は、遠軽中継局だけが唯一の2ch。その他の道内で2chを送信しているのは、NHK教育とHBC。
- TVhにはチャンネルの割り当て（アナログ42ch・デジタル25ch）がなされており、アナログは未開局のままアナログ放送終了となったものの、デジタルは2013年秋に総務省が所管する「地デジ移行に伴う中継局整備支援策」（建設費用の半額を補助するというもの）の活用や地元自治体の支援次第によって開局する予定となった。なお、生田原難視聴共同受信設備・白滝難視聴共同受信設備・丸瀬布中継局・社名淵難視聴共同受信設備・西町山の手共同受信設備も開局する予定[2][3]。また、TVhアナログ放送に割り当てられていた42chは、同じ遠軽町にある丸瀬布中継局のNHK北見デジタル教育用に割り当てられた。
- 施設はNHK北見放送局・HBC・STVが単独使用で、HTBとUHBは共同使用。デジタル放送はNHK北見放送局が追加設置して継続使用、在札民放がHTBとUHBが共同施設していた施設に相乗り使用しているため、HBCとSTVがそれぞれ単独で設置したアナログ中継局は2011年7月24日の地デジ完全移行により運用終了となった。

## FMラジオ放送
| 周波数 （MHz） | 放送局名   | 空中線電力 | ERP  | 放送対象地域 | 放送区域 内世帯数 | 開局日                          |
| -------------- | ---------- | ---------- | ---- | ------------ | ----------------- | ------------------------------- |
| 83.8           | NHK 北見FM | 100W       | 100W | オホーツク圏 | 不明              | 1969年3月1日 （1967年11月28日） |

- AIR-G'、NORTH WAVEは中継局を設置していないが、湧別町の一部でAIR-G'のみ網走送信所を受信できる場合もある。

## AMラジオ放送
| 周波数 （kHz） | 放送局名              | 空中線電力 | 放送対象地域 | 放送区域 内世帯数 | 開局日          |
| -------------- | --------------------- | ---------- | ------------ | ----------------- | --------------- |
| 801            | HBC 北海道放送 遠軽局 | 100W       | 北海道       | 不明              | 1995年          |
| 909            | STVラジオ 遠軽局      | 100W       | 北海道       | 不明              | 1995年          |
| 1026           | NHK 北見第1           | 100W       | オホーツク圏 | 不明              | 1962年 12月28日 |
| 1539           | NHK 北見第2           | 100W       | 全国         | 不明              | 1966年 11月1日  |

- 送信所は、NHKが遠軽町福路に、HBCとSTVが遠軽町見晴に設置されている。

## 備考

### 放送エリア
- 遠軽町遠軽・生田原地区（安国）と湧別町（上湧別地区）の一部[13]。なお、同じ遠軽町内でも、丸瀬布地区は丸瀬布中継局のエリア。遠軽町白滝地区はケーブルテレビ（白滝ふるさとテレビ）で再送信を実施しているが、どの中継局（紋別・遠軽・丸瀬布など）を受信しているかは不明。また、生田原地区は2010年から生田原中継放送所でカバーしている。
- 佐呂間町若佐地区でも受信可能な場合がある。
- FMラジオは前述の地域に加えて、遠軽町生田原の市街地、湧別町でも受信可能である。

### 施設について
- NHKはテレビ（デジタル・アナログ）とFMの全てを包含する。HBC（アナログ）、STV（アナログ）は単独。HTB・UHB（アナログ）、民放各局（デジタル）は共同使用である。また、HBCラジオ・STVラジオのAMラジオ中継局も両局で共同使用となっている。受信元はテレビ･FMラジオとも網走送信所である。

### その他
- アナログテレビジョン放送については、民放は全社で音声多重放送非実施。このため、音声はモノラルである。なお、字幕放送、アナログデータ放送は利用できる（回線使用料を現状維持できるため）。
- デジタルテレビジョン放送では、付随するサービスが全て利用できる。